# Szent Kristóf-kolostor
A Szent Kristóf-kolostor (örményül: Սուրբ Քրիստափորի վանք) egy felújított, a 7. században épített örmény kolostoregyüttes Örményország Aragacotn tartományában, Dashtadem falutól körülbelül 2 km-re délnyugatra.
A templom mellett (északon) áll egy 13. századi kőből készült négyszögletes torony ferde falakkal. Kis ablakai vannak a fal felső részén, de nincs hozzáférés a belső részhez. A környező temetőt a 6. századtól a modern időkig használták, és számos érdekes kacskar található benne. A komplexumot és a régi temető egy részét alacsony kőfal veszi körül. A kolostortól távolabb látható a Dashtadem erőd.

## Építészet
A templom narancssárga és szürke tufából épült. A déli és nyugati külső homlokzat egyes kövein örmény nyelvű feliratok láthatók. A templom fő része fölött egyetlen összetett kupola található, nyolcszögletű homlokzattal. A templomtér belsejébe a fény négy kis ablakon, valamint a bejárat feletti két kissé nagyobb ablakon és a keleti félkör alakú apszison keresztül hatol be. Nyugat felől egyetlen bejárata van a belső térbe. A bejárat külsejének két oldalán alacsony domborműves oszloppárok állnak, amelyek egy félköríves áthidalót támasztanak alá. A szemöldök külső szélét fogsor díszíti. A templom belseje dísztelen.

## Képgaléria

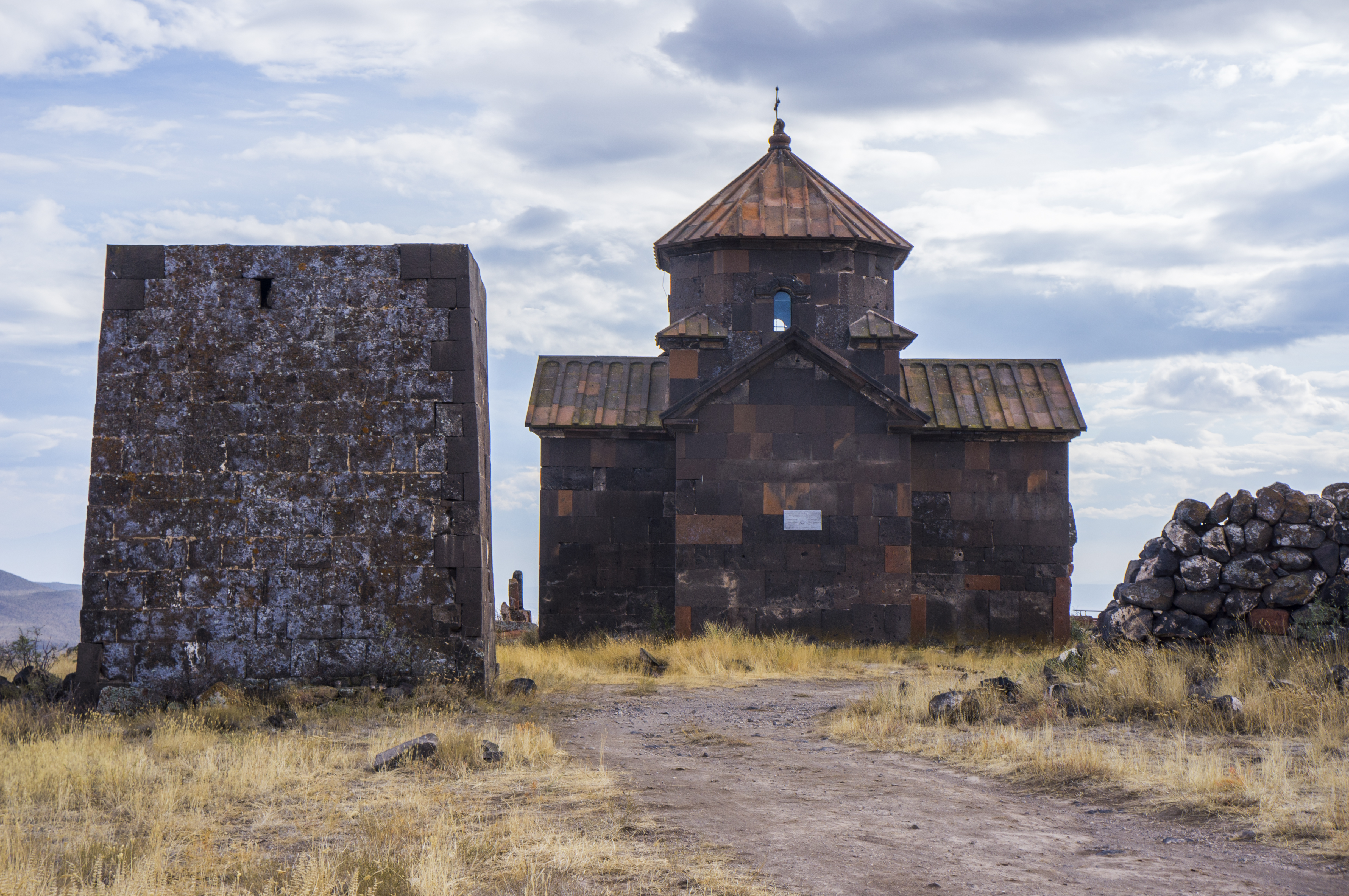
A Szent Kristóf-templom és a harangtorony
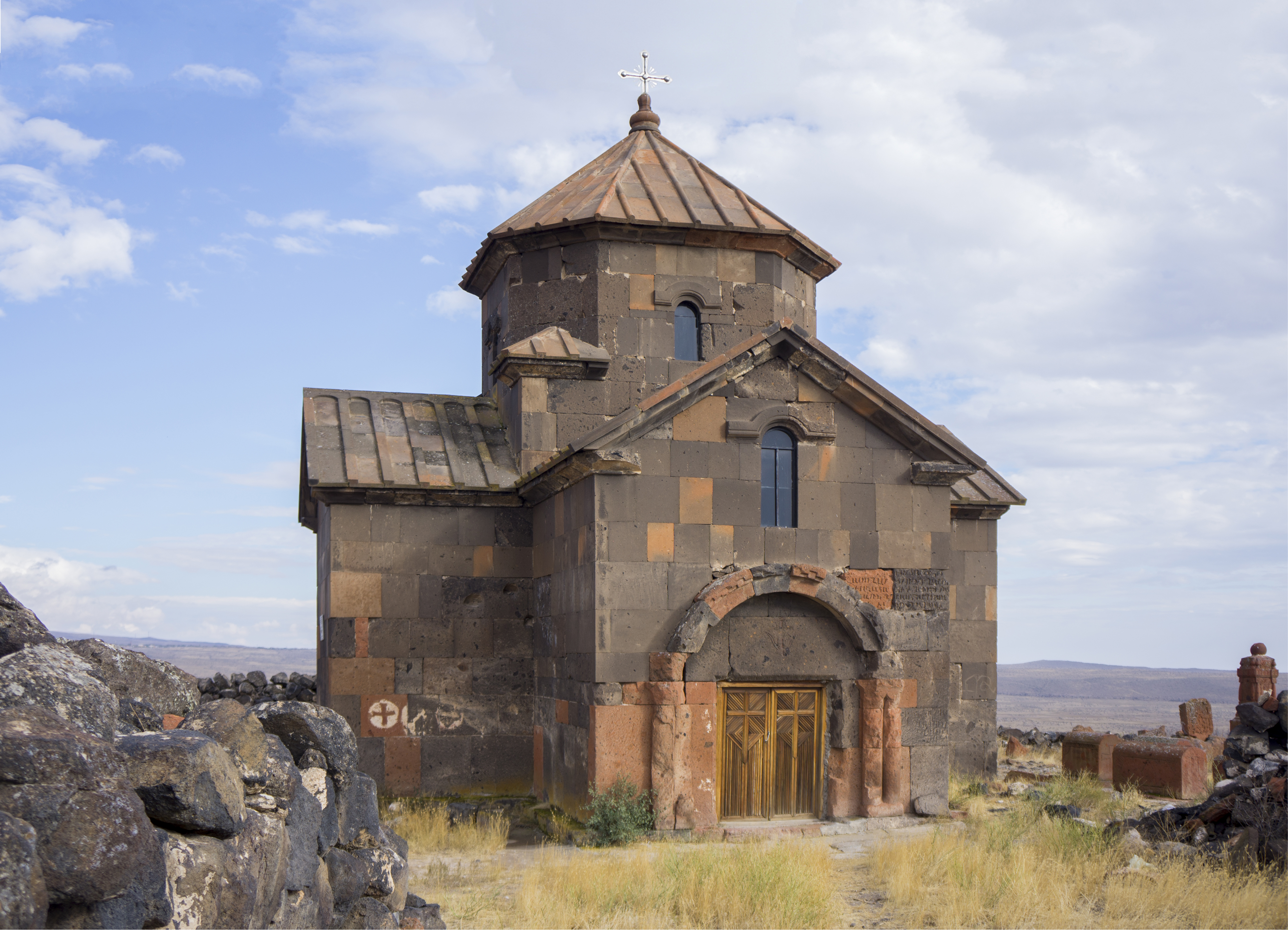
A Szent Kristóf-templom nyugatról
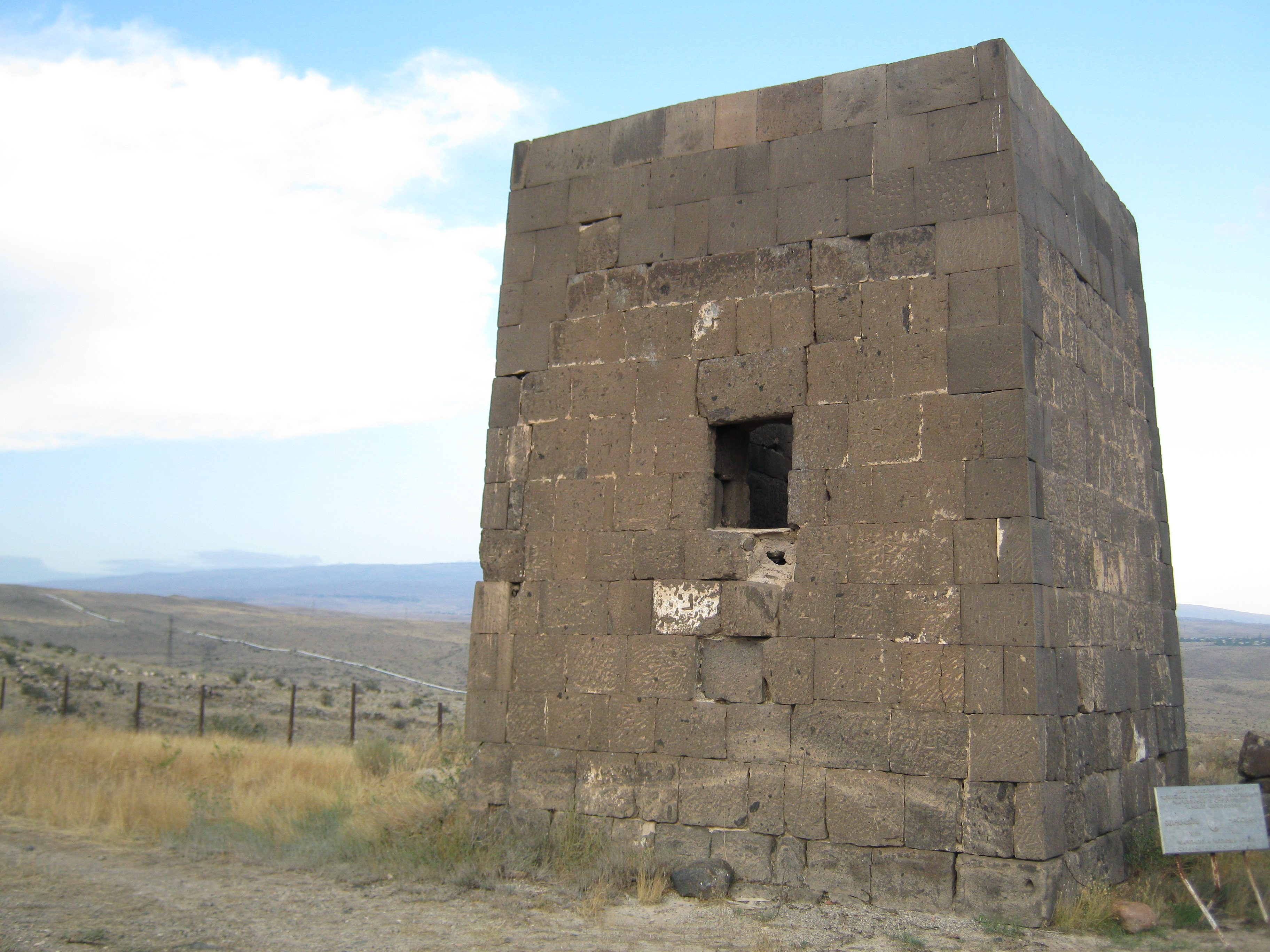
A harangtorony

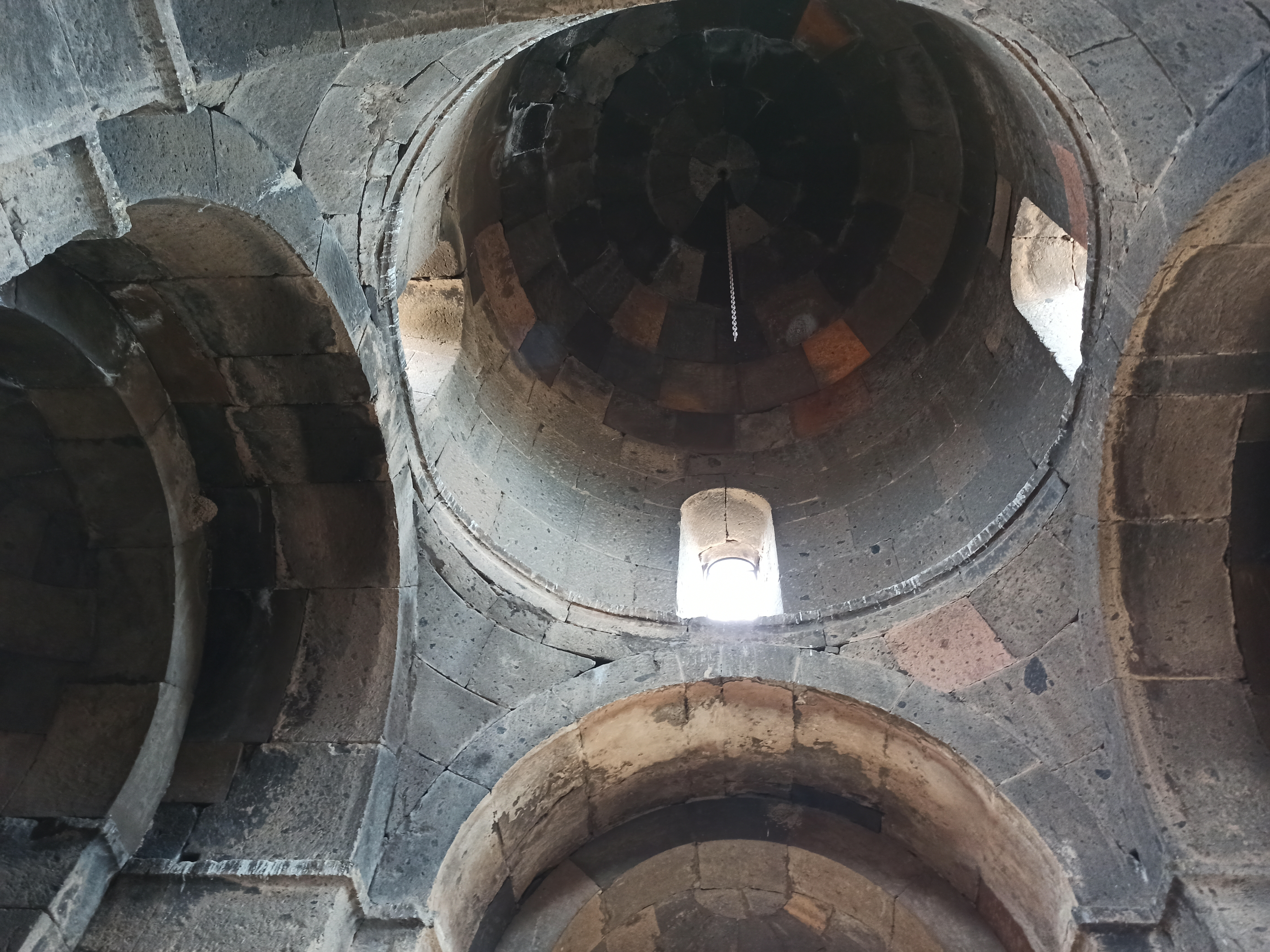
A templom kupolája belülről
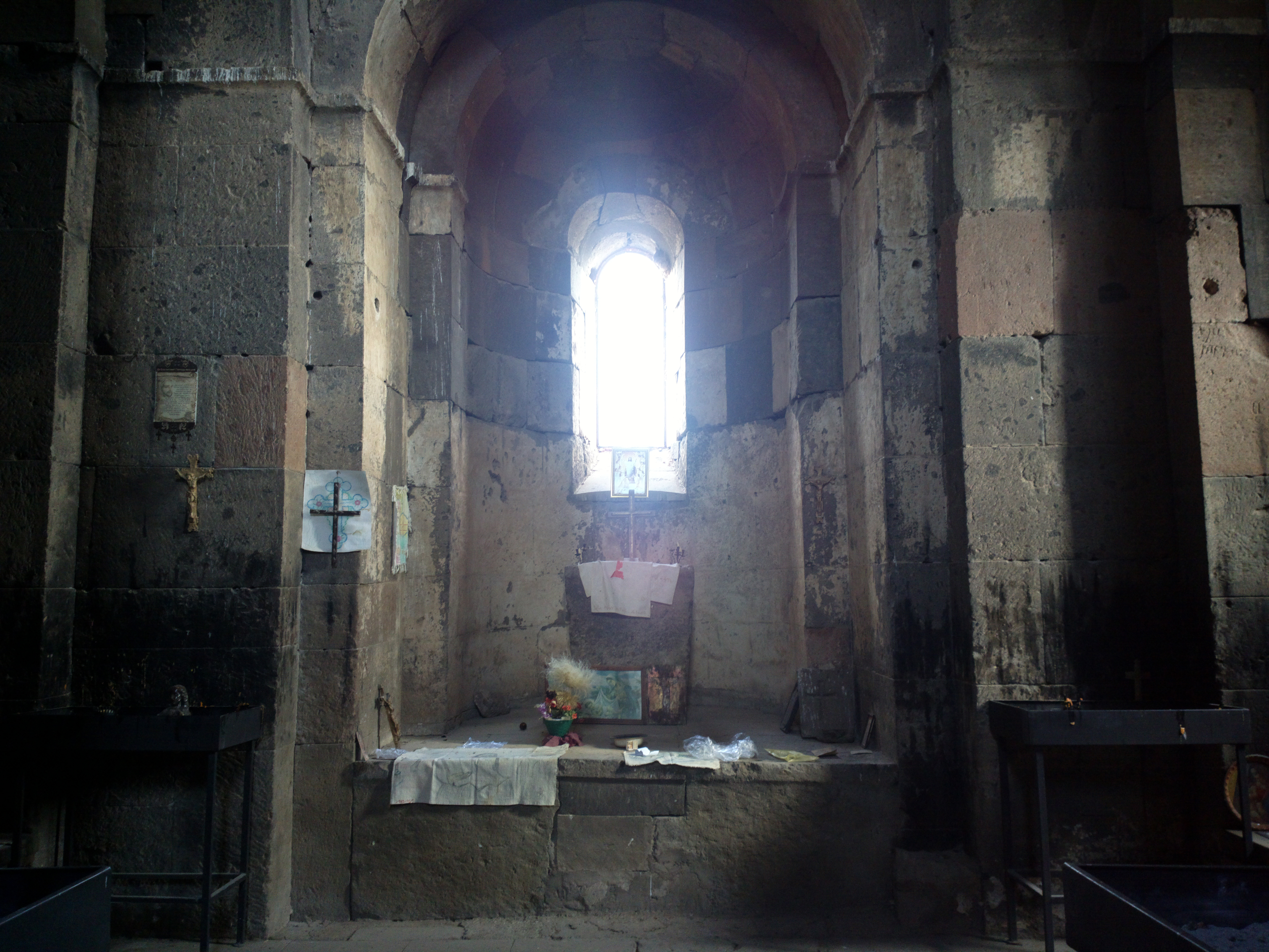
A templom oltára

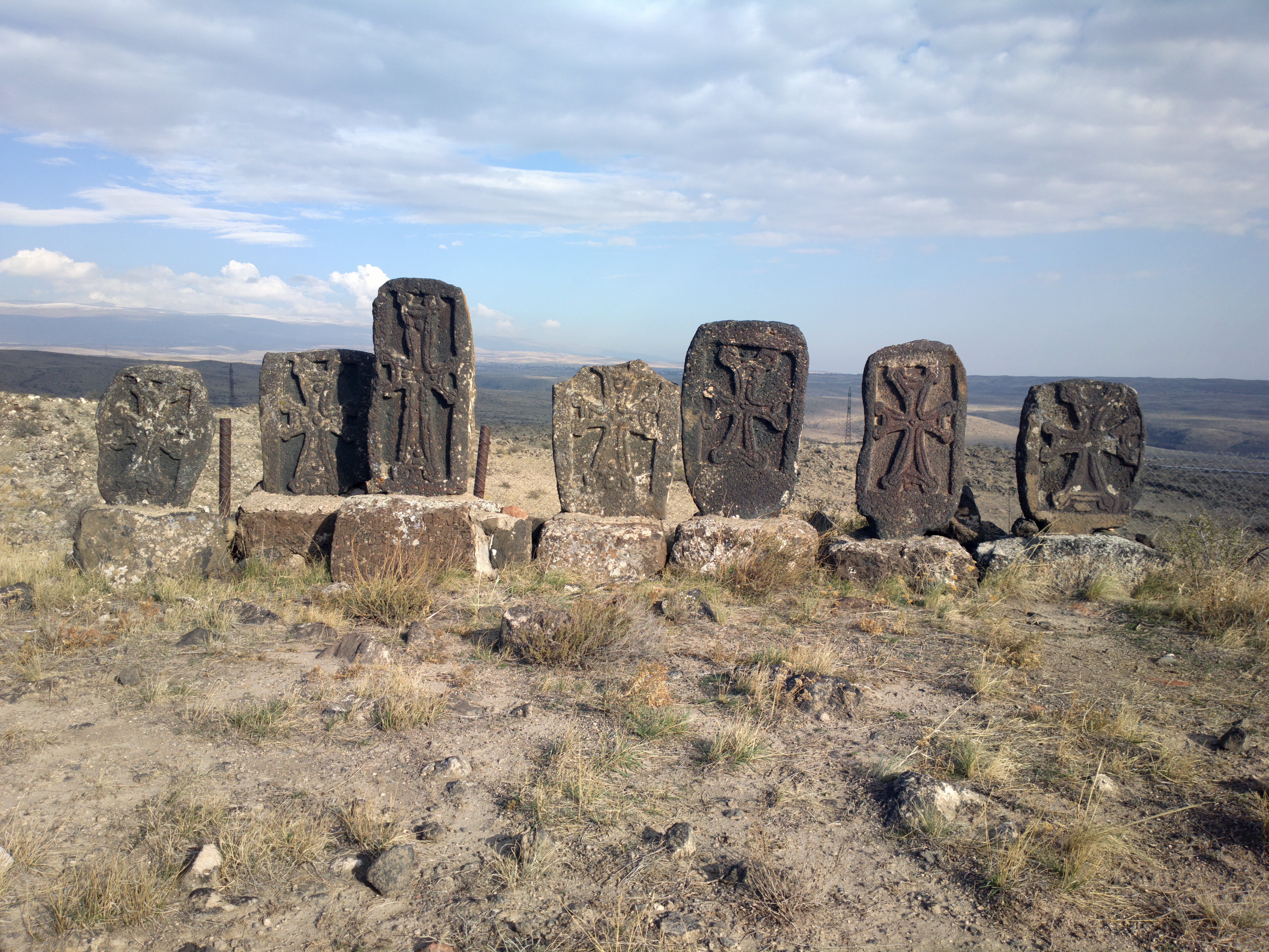
A kolostor területén felállított ősi kacskarok
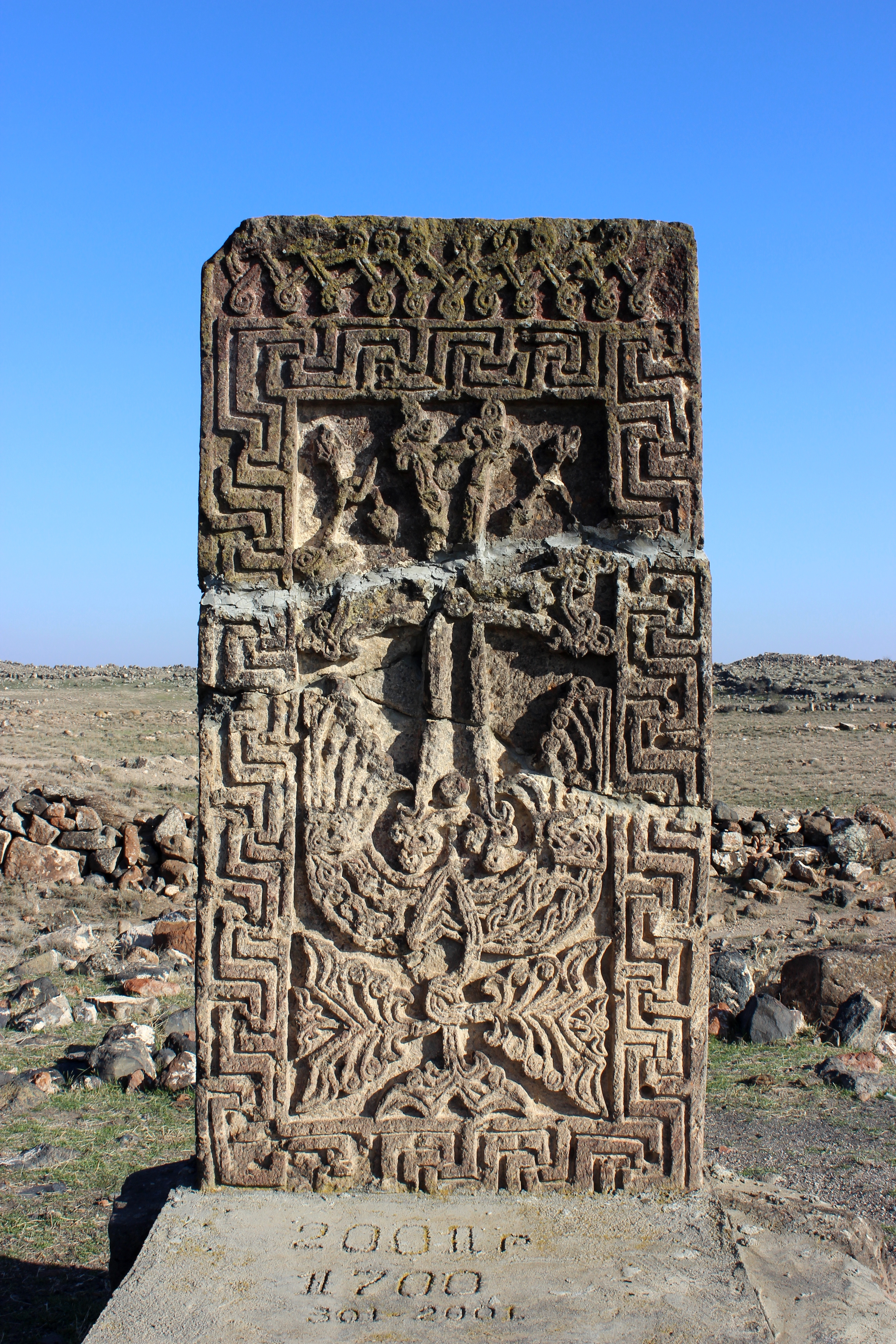
Egy ősi kacskar közelről
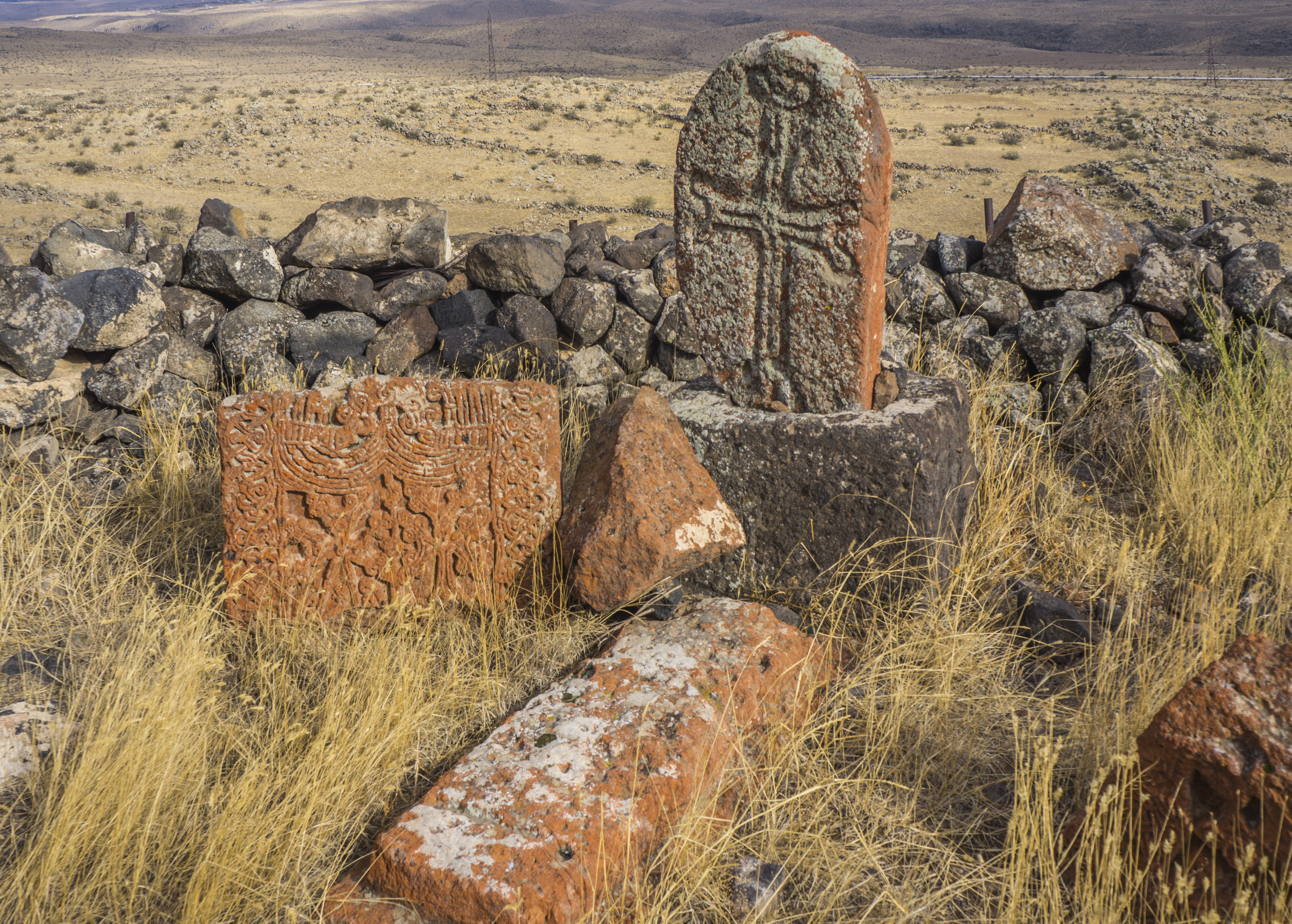
Egy kacskar és kacskardarabok a kolostor területén
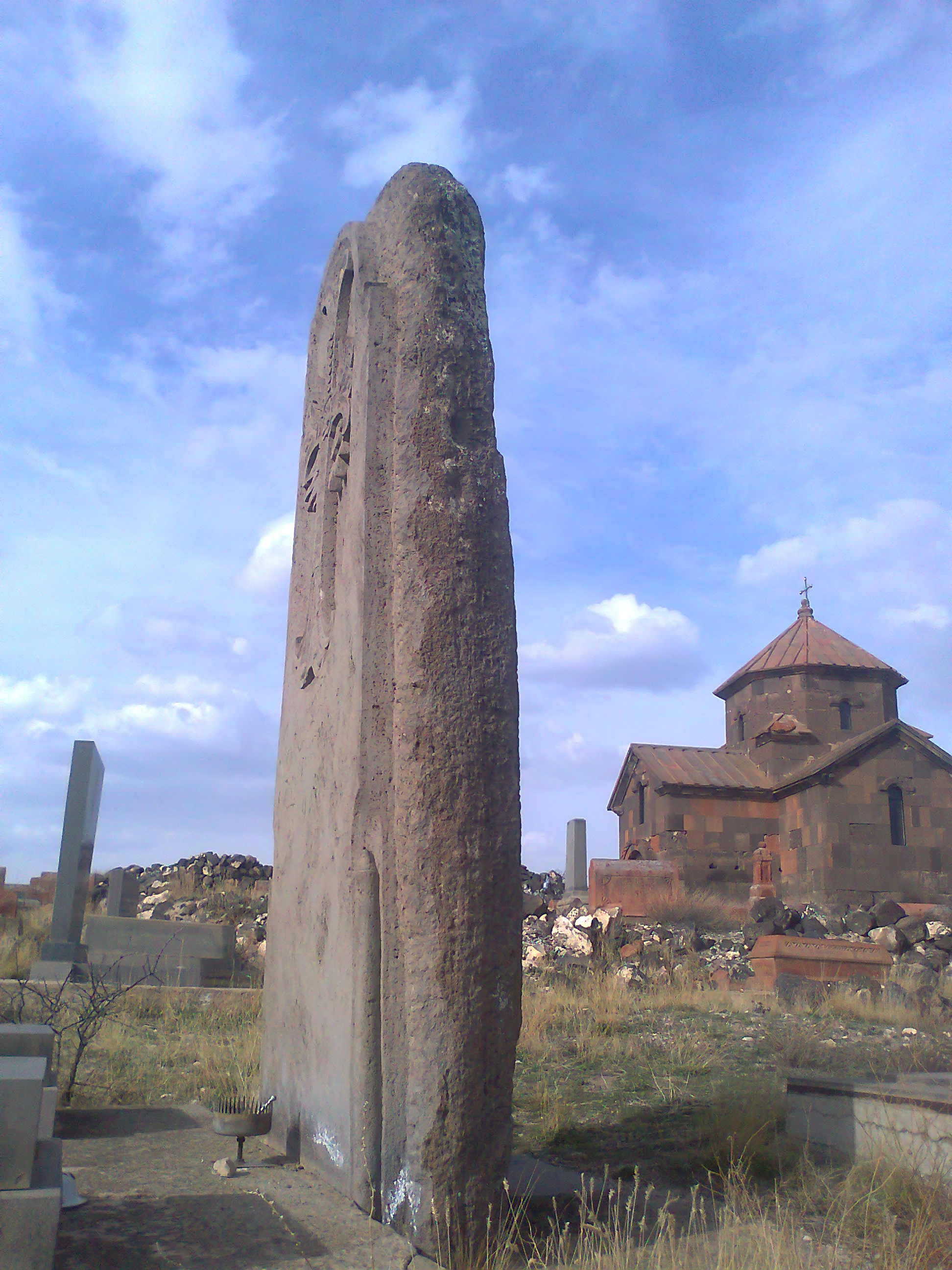
A kolostor területén épült sárkánykő

## Fordítás
- Ez a szócikk részben vagy egészben  a   Saint Christopher Monastery című angol Wikipédia-szócikk ezen változatának fordításán alapul.  Az eredeti cikk szerkesztőit annak laptörténete sorolja fel. Ez a jelzés csupán a megfogalmazás eredetét és a szerzői jogokat jelzi, nem szolgál a cikkben szereplő információk forrásmegjelöléseként.